# Église Sainte-Marie-Madeleine de Forcé
L'église Sainte-Marie-Madeleine est une église catholique située à Forcé, en France.

## Localisation
L'église est située dans le département français de la Mayenne, sur la commune de Forcé.

## Historique
On ne peut dater de manière précise la construction de l’édifice : plusieurs sources donnent le XIe siècle ou le XIIe siècle. L’édifice primitif de type roman ne devait comporter qu’une nef. Les contreforts de la façade sont probablement remaniés au XVe siècle. Ils encadrent un  portail grec en tuffeau daté par une inscription. L'édifice est agrandi d’un transept et d’un chœur au XVIIe siècle à chevet circulaire.
Les chapelles nord et sud datent du XVIIIe siècle. Le banc seigneurial exécuté vers 1780 pour Jean René Pierre Le Clerc de la Jubertière qui achète la seigneurie de Forcé en 1780.
La reconstruction du chœur a été dirigée en 1837 par l’entrepreneur chaufournier Frédéric Ricosset. La chaire à prêcher date de 1839. Un tableau est encadré entre deux palmiers sur sa partie haute, il représente Saint François Xavier prêchant aux infidèles. L’Adoration des Mages date du XVIIIe siècle.
La sacristie est adjointe à l’extrémité de l’église vers 1895.  
L'église est restaurée en 1985.